# Gunderich
Gunderich (379–428) byl králem Vandalů a Alanů. Byl synem krále Godigisela, který roku 406 padl v bitvě s Franky. Po krátkém usídlení v Galii Gunderich s Vandaly překročil Pyreneje a usadil se v Andalusii. Okolo roku 426 alanský král Attaces padl v bitvě s Vizigóty, a tak Gunderich přijal alanskou korunu. Na konci jeho vlády docházelo k častým bitvám s Vizigóty, kvůli jejich početní převaze Vandalové často prohrávali. Po Gunderichově smrti v roce 428 Vandalové zvolili králem Geisericha, se kterým se přeplavili do severní Afriky, a Španělsko tak zanechali Vizigótům.
| Králové Vandalů       | Králové Vandalů   | Králové Vandalů     |
| --------------------- | ----------------- | ------------------- |
| Předchůdce: Godigisel | 407–428 Gunderich | Nástupce: Geiserich |